# Godzilla (бронемашина)
«Годзілла» — броньований автомобіль типу MRAP створений компанією Reform на основі Урал-4320.

## Опис
Машина розрахована на 14-18 місць і здатна витримувати обстріли з СВД і АК-47 калібру 7,62 мм, що відповідає класу захисту ПЗСА-4 (аналог європейського B6+).
Крім кабіни і десантного відсіку бронелистами захищені також днище і паливний бак, а по контуру прорізів всіх дверей встановлені додаткові сталеві рами, що захищають від осколків.

## Військові оператори
- Україна — невідома кількість машин Урал-4320 "Godzilla".[джерело?]